# Hans Resen Steenstrup
Hans Resen Steenstrup (født 24. december 1770 på gården Kjeldkjær ved Vejle, død 27. januar 1841) var en dansk præst. Han var bror til Poul Steenstrup.
Han blev student fra Kolding i 1789 og tog i 1794 teologisk embedseksamen. I 1796 blev han sognepræst for Uldum og Langskov ved Vejle, hvorfra han i 1803 forflyttedes til Karleby, Horreby og Nørre Ørslev på Falster, hvor han i 1806 blev provst for Sønderherred og i 1824 for hele Falster. I 1815 havde han fået rang med amtsprovster. I 1831 blev han stiftsprovst. I Uldum havde han meget bryderi med den Opvækkelse, hvis vigtigste Leder var Peder Frandsen. Det kom i annekskirken til temmelig voldsomme optrin, ved hvilke de opvakte bleve "slagne med Kjæppe", hvad dog præsten søgte at forhindre.